# Episodi di Nancy Drew (prima stagione)
La prima stagione della serie televisiva Nancy Drew, composta da 18 episodi, è stata trasmessa in prima visione negli Stati Uniti d'America sul canale The CW in due parti: la prima dal 9 ottobre 2019 all'11 dicembre 2019 e la seconda dal 15 gennaio 2020 al 15 aprile 2020.
In Italia la serie è andata  in onda da lunedì 11 settembre 2023 al 21 settembre 2023 dalle ore 14:30, con un doppio appuntamento, su Rai 4.
| nº | Titolo originale                   | Titolo italiano | Prima TV USA     | Prima TV Italia   |
| -- | ---------------------------------- | --------------- | ---------------- | ----------------- |
| 1  | Pilot                              |                 | 9 ottobre 2019   | 11 settembre 2023 |
| 2  | The Secret of the Old Morgue       |                 | 16 ottobre 2019  | 11 settembre 2023 |
| 3  | The Curse of the Dark Storm        |                 | 23 ottobre 2019  | 12 settembre 2023 |
| 4  | The Haunted Ring                   |                 | 30 ottobre 2019  | 12 settembre 2023 |
| 5  | The Case of the Wayward Spirit     |                 | 6 novembre 2019  | 13 settembre 2023 |
| 6  | The Mystery of Blackwood Lodge     |                 | 13 novembre 2019 | 13 settembre 2023 |
| 7  | The Tale of the Fallen Sea Queen   |                 | 20 novembre 2019 | 14 settembre 2023 |
| 8  | The Path of Shadow                 |                 | 4 dicembre 2019  | 14 settembre 2023 |
| 9  | The Hidden Staircase               |                 | 11 dicembre 2019 | 15 settembre 2023 |
| 10 | The Mark of the Poisoner's Pearl   |                 | 15 gennaio 2020  | 15 settembre 2023 |
| 11 | The Phantom of Bonny Scot          |                 | 22 gennaio 2020  | 18 settembre 2023 |
| 12 | The Lady of Larkspur Lane          |                 | 29 gennaio 2020  | 18 settembre 2023 |
| 13 | The Whisper Box                    |                 | 5 febbraio 2020  | 19 settembre 2023 |
| 14 | The Sign of the Uninvited Guest    |                 | 26 febbraio 2020 | 19 settembre 2023 |
| 15 | The Terror of Horseshoe Bay        |                 | 5 marzo 2020     | 20 settembre 2023 |
| 16 | The Haunting of Nancy Drew         |                 | 12 marzo 2020    | 20 settembre 2023 |
| 17 | The Girl in The Locket             |                 | 8 aprile 2020    | 21 settembre 2023 |
| 18 | The Clue in the Captain's Painting |                 | 15 aprile 2020   | 21 settembre 2023 |

## Pilot
- Diretto da: Larry Teng
- Scritto da: Noga Landau, Josh Schwartz, Stephanie Savage

### Trama
Nancy Drew sta passando il suo anno sabbatico lavorando come cameriera al Bayside Claw, mentre affronta il dolore della morte di sua madre. Tutto cambia quando una notte, lei e i suoi colleghi, George, Bess e Ace scoprono il corpo di Tiffany Hudson, moglie dell'uomo di affari locale Ryan Hudson. Quando il capo della polizia cerca di incolpare Nancy, lei irrompe in casa di Ryan in cerca di prove e trova un medaglione nascosto. Il medaglione contiene un riferimento a Lucy Sable, una ragazza uccisa diciannove anni fa. Nancy, Bess e George assumono una medium per contattare lo spirito di Lucy e ricevono un messaggio criptico "trovate il vestito". Nancy scopre che suo padre esce segretamente con una poliziotta, Karen Hart, e che il suo ragazzo Nick è stato in prigione dopo che Tiffany ha testimoniato contro di lui. Decide di provare a capire chi ha ucciso Tiffany, con Bess, George e Nick tra i potenziali sospettati. Quella notte, indagando su un rumore in soffitta, trova il vestito insanguinato di Lucy chiuso in una cassa.
- Guest stars: Adam Beach (Chief McGinnis), Sara Canning (Katherine Drew), Pamela Sue Martin (Harriet Grosset)
- Ascolti USA: telespettatori 1.18 milioni - rating 18-49 anni 0.3%[3]

## The Secret of the Old Morgue
- Diretto da: Larry Teng
- Scritto da: Noga Landau

### Trama
Nel tentativo di migliorare la sua immagine pubblica, Ryan prende parte all'annuale Festival del secchio della città, in cui un secchio d'acqua viene collocato all'esterno delle proprie abitazioni per determinare se qualcuno morirà nel prossimo anno. Nancy scopre che la famiglia Hudson ha organizzato il trasferimento del corpo di Tiffany fuori città, così decide di irrompere nell'obitorio e prelevare del sangue da analizzare. Inoltre spia George, scoprendo la sua relazione segreta con Ryan. George rifiuta di aiutare, incolpando Nancy per la sua reputazione di "puttana" al liceo. Bess e Ace fingono di avere problemi con l'auto per ritardare il trasportatore di Ryan. Nancy recupera il sangue e alcune prove collegate al caso di Lucy, ma accidentalmente fa scattare l'allarme; George arriva improvvisamente e nasconde le prove, mentre Nancy viene arrestata. Carson accetta di rappresentare Ryan per pagare la cauzione di sua figlia. Le dice che Nick non poteva conoscere l'identità di Tiffany, dato che lei ha testimoniato dietro uno schermo. Più tardi, Carson brucia segretamente il vestito di Lucy sulla spiaggia, mentre George scopre che il suo secchio d'acqua di mare si è trasformato in sangue, un avvertimento che la morte sta per arrivare.
- Guest star: Katie Findlay (Lisbeth)
- Ascolti USA: telespettatori 800.000 - rating 18-49 anni 0.2%[4]

## The Curse of the Dark Storm
- Diretto da: John Kretchmer
- Scritto da: Jesse Stern e Lisa Bao

### Trama
Mentre una tempesta si abbatte in città, Nancy scopre un'amicizia segreta tra Nick e Tiffany. Nick le spiega che Tiffany si era pentita di aver testimoniato contro di lui, ed era venuta a trovarlo ogni settimana fino al suo rilascio. Karen informa Nancy che le accuse contro di lei cadranno se lei aiuta a costruire un caso contro Nick. George viene quasi uccisa da diversi "incidenti" alla tavola calda e riceve una visita da una donna chiamata Rita che risulta essere morta da decenni. Nick e Nancy seguono gli indizi di Tiffany fino ad una vecchia locanda e trovano una stanza nascosta contenente una cassaforte. Nancy rivela i dettagli della relazione di Tiffany con Karen, in modo che Nick non venga trattato come un sospettato. Nick confessa a Nancy e al gruppo che ha ucciso qualcuno per sbaglio, e trova 5 milioni di dollari in titolo al portatore nella cassaforte, soldi che Nancy crede che Tiffany abbia lasciato per lui. Ace chiama Nancy per andare a prendere Bess, che si scopre che vive in un camper da sola. Nancy la invita a trasferirsi da lei; mentre la aiuta a fare le scatole, trova l'anello di diamanti di Tiffany nella tasca del cappotto di Bess.
- Guest star: Zibby Allen (Rita Howell)
- Ascolti USA: telespettatori 810.000 - rating 18-49 anni 0.2%[5]

## The Haunted Ring
- Diretto da: Larry Teng
- Scritto da: Céline Geiger

### Trama
Cercando nel passato di Bess, Nancy trova un passaporto con il nome Bess Turani con la sua foto. Bess si rivela essere una ragazza inglese che crede che i Marvin siano i suoi parenti biologici, ma non è del tutto sicura. Il giorno del funerale di Tiffany, un fantasma attacca Bess al Claw, spingendo le ragazze a rivolgersi alla madre chiaroveggente di George che spiega come eseguire un rituale che sigillerà il fantasma di Tiffany per sempre. La sorella di Tiffany, Laura Tandy, arriva in città cercando di scoprire la verità sulla sua morte e recluta Ace, il suo ex ragazzo, per aiutarla. Al funerale, George riesce a completare solo una parte del rituale. Laura, intanto, fa sentire a tutti l'ultima chiamata al 911 di Tiffany e annuncia le sue intenzioni di cercare giustizia. Carson successivamente informa i media che il rapporto dell'autopsia di Tiffany è inconcludente, irritando Ryan. Quella notte Nick scopre, grazie ad una telecamera nascosta, che Laura ha cercato di rubare i suoi titoli. Nel frattempo, Nancy segue un indizio lasciato da un fantasma che conduce al suo liceo e trova una foto di Lucy con Karen. Il fallimento del rituale porta lo spirito di Tiffany a possedere il corpo di George.
- Guest star: Adam Beach (McGinnis), Martin Donovan (Everett Hudson), Liza Lapira (Victoria), Sara Canning (Katherine Drew), Stevie Lynn Jones (Laura Tandy), Kenneth Mitchell (Joshua Dodd).
- Ascolti USA: telespettatori 690.000 - rating 18-49 anni 0.1%[6]

## The Case of the Wayward Spirit
- Diretto da: Claudia Yarmy
- Scritto da: Melinda Hsu Taylor e Katherine DiSavino

### Trama
Sotto l'influenza dello spirito di Tiffany, il comportamento di George diventa sempre più imprevedibile. Victoria avverte il gruppo che, a meno che non venga eseguito un rituale di esorcismo, alla fine consumerà la forza vitale di George, cancellandola per sempre. L'imprenditore locale Owen Marvin assume il Bayside Claw per un gala di beneficenza. Al gala, Nancy incontra Karen, che rivela che Lucy è morta un anno dopo aver interrotto bruscamente la loro amicizia. Ryan ha una discussione con Owen e i due vengono osservati da George; Tiffany prende il sopravvento, ruba un vestito ed un coltello e va ad affrontare Ryan. Arrivano Bess e Victoria e riescono a bandire Tiffany per sempre. Ace e Nick costringono Laura a restituire la chiavetta che ha rubato. Utilizzando una parola in codice data a lui da Tiffany nei suoi ultimi istanti, Nick trova una montagna di prove raccolte contro gli Hudson, compreso un possibile collegamento con Owen. Owen aiuta Nancy a trovare una capsula del tempo sepolta anni prima dalla classe del liceo di Lucy e Nancy trova un video di lei con un Ryan adolescente.
- Guest star: Liza Lapira (Victoria), Katie Findlay (Lisbeth), Miles Gaston Villanueva (Owen Marvin), Stevie Lynn Jones (Laura Tandy).
- Ascolti USA: telespettatori 620.000 - rating 18-49 anni 0.1%[7]

## The Mystery of Blackwood Lodge
- Diretto da: Amanda Row
- Scritto da: Alex Taub e Andrea Thornton Bolden

### Trama
Un disperato Ryan va da Nancy per aiuto. In cambio per aver accettato di rubare una collezione di monete romane inestimabili per Ryan da un'asta al club "Velvet Masque", Nancy costringe Ryan a scortarla all'interno del club, normalmente off-limits per i paesani. Bess e Lisbeth hanno il loro primo appuntamento, ma quando Lisbeth se ne va via prima, Bess è devastata. Per tirarla su, George la porta in missione con Nick per infiltrarsi nel club; i due avevano dedotto in precedenza che le monete erano collegate all'affondamento di una nave cargo che ha ucciso lo zio di Owen e adesso i due progettano di rubarle per smascherare gli Hudson per il loro presunto coinvolgimento. Nancy scopre che i genitori di Ryan avevano ingaggiato Carson, nel 1999, per sbarazzarsi di Lucy, per tenerla lontano dal figlio e per coprire la sua scoperta della relazione tra lo zio di Owen e la madre di Ryan, Celia Hudson. Lisbeth successivamente rifà il suo appuntamento con Bess e le due finiscono per baciarsi, mentre Nancy riesce a rubare le monete romane.
- Guest star: Katie Findlay (Lisbeth), Miles Gaston Villanueva (Owen Marvin), Teryl Rothery (Celia Hudson).
- Ascolti USA: telespettatori 730.000 - rating 18-49 anni 0.2%[8]

## The Tale of the Fallen Sea Queen
- Diretto da: Rebecca Rodriguez
- Scritto da: Erika Harrison e Katie Schwartz

### Trama
Victoria avverte il gruppo di sbarazzarsi delle monete, dal momento che esse attirano spiriti maligni. Invece, Nancy decide di usarle in una seduta spiritica per contattare lo spirito di Lucy in modo da poter finalmente ricevere delle risposte alle sue tante domande. Nel frattempo, Laura accusa apertamente McGinnis di aver insabbiato la morte di Tiffany. Ace comincia a sospettare che Laura possa essere l'assassina di Tiffany dopo aver appreso che lei avrebbe ereditato i soldi di sua sorella, ma Nancy scopre l'accordo segreto di Ace con McGinnis, frantumando così la loro fiducia. Il contatto di Nancy la informa che le prove che gli ha mandato per le analisi sono scomparse, così lei rintraccia il fratellastro di Lucy per ottenere l'unico altro oggetto che può essere usato per evocarla, un braccialetto che indossava prima della sua morte. Victoria è troppo ubriaca per aiutare, così il gruppo fa la seduta spiritica senza di lei. Tuttavia, durante il rituale, le monete vengono distrutte. Nick rompe con Nancy, dato che lei continua ad allontanarlo. Uno spirito sconosciuto, intanto, comunica con Ted, la sorella minore di George. Ace e Laura fanno un grave incidente d'auto, mentre Nancy si occupa della sua crescente paura che suo padre abbia ucciso Lucy.
- Guest star: Adam Beach (Capo McGinnis), Kenneth Mitchell (Josh Dodd), Liza Lapira (Victoria), Stevie Lynn Jones (Laura).
- Ascolti USA: telespettatori 730.000 - rating 18-49 anni 0.2%[9]

## The Path of Shadow
- Diretto da: Alexis Ostrander
- Scritto da: Jesse Stern

### Trama
Ace viene portato in ospedale e cade in un coma. Nancy parla con lo sceriffo McGinnis, e dopo aver rivelato tutte le interazioni tra lei e i suoi amici con il mondo degli spiriti, scopre che lo spirito di Ace si è separato dal suo corpo a causa del trauma dell'incidente. McGinnis riunisce Nancy, George e Carson per formare un cerchio spirituale e mandare George nel mondo degli spiriti. Sulla base della deduzione di Nancy che qualcuno abbia intenzionalmente manomesso l'auto di Laura per innescare l'incidente, Nick e Bess si confrontano con Lisbeth, che pensano possa essere responsabile. Lisbeth dice quindi la verità: in realtà è una poliziotta sotto copertura che indaga sugli Hudson. George non riesce a rintracciare lo spirito di Ace a causa dell'energia negativa tra Nancy e Carson, così Nancy gli fa promettere di rivelare tutto quello che sa una volta terminata la cerimonia. George riesce allora a trovare lo spirito di Ace, sotto forma di ragazzino, ma rimane comunque in coma. Nancy usa un indizio trovato da George per smascherare l'agente Rawley, il poliziotto corrotto responsabile dell'incidente. Nancy e Lisbeth inscenano un confronto in modo che Lisbeth possa mantenere la sua copertura. Quando George va a prendere sua sorella Ted alla tavola calda, non la trova più.
- Guest star: Adam Beach (Sceriffo McGinnis), Katie Findlay (Lisbeth).
- Ascolti USA: telespettatori 690.000 - rating 18-49 anni 0.2%[10]

## The Hidden Staircase
- Diretto da: Shannon Kohli
- Scritto da: Melinda Hsu Taylor

### Trama
La scomparsa di Ted rivela somiglianze tra il suo rapimento e quello di Rose Turnbull, una bambina salvata da Nancy nel suo primo caso da detective. Basandosi su questo, Nancy sospetta che chiunque abbia rapito Ted sia legato a Nathan Gomber, l'uomo che aveva rapito Rose. Nancy e Carson, dunque, visitano il vecchio magazzino di Nathan. Nel frattempo, George e Nick cercano di decifrare un biglietto passato da Gomber al suo unico visitatore, Moira Baker. La visita di Nancy nel magazzino le fa capire che ci sono lacune nella sua memoria dalla notte in cui ha trovato Rose. Inizia a credere, dunque, che un'entità chiamata Simon che prima manipolava Nathan, vuole l'anima di Ted. George trova il negozio di antiquariato di Moira e irrompe dentro con Nick. Allo stesso tempo, Nancy trova il santuario che Nathan ha costruito per Simon e lo brucia; Moira viene catturata e Nick ritrova Ted. Quando Nancy va a trovare Nathan per l'ultima volta, lui dice che i suoi affari con Simon non sono ancora finiti. Bess rivela il suo segreto ad Owen e gli chiede di confrontare il DNA per scoprire se è davvero una Marvin. Nel frattempo, Karen trova il diario di Nancy e informa lo sceriffo McGinnis, che fa analizzare il coltello dalla morte di Lucy. Le impronte digitali corrispondono a quelle di Carson, quindi lui viene arrestato e accusato di aver ucciso Lucy.
- Guest star: Adam Beach (Sceriffo McGinnis), Sara Canning (Katherine Drew), Miles Gaston Villanueva (Owen Marvin).
- Altri interpreti: Kurt Long (Nathan Gomber), Andrea Drepaul (Moira Baker), Amélie Eve (Rose Turnbull).
- Ascolti USA: telespettatori 740.000 - rating 18-49 anni 0.1%[11]

## The Mark of the Poisoner's Pearl
- Diretto da: Sydney Freeland
- Scritto da: Katherine DiSavino e Lisa Bao

### Trama
Nancy viene informata da un contatto che Tiffany è stata uccisa con un raro tipo di veleno. Owen incontra Bess e le conferma che sono cugini di primo grado, rendendola quindi una Marvin. Poi le chiede le monete romane, parte di un piano per smascherare Everett Hudson per aver ucciso il loro zio, ma quando Nick spiega che le monete sono state distrutte, Bess inventa un piano per usare Ryan come mezzo per trovare altre potenziali prove. L'indagine di Nancy la porta ad un vecchio caso che coinvolge un avvelenatore seriale di quasi diciassette anni prima. Ace la porta da suo padre, che aveva precedentemente lavorato al caso, e dà a Nancy indizi che indicano che l'assassino si trova ancora a Horseshoe Bay. Nancy registra un video per attirare l'attenzione dell'assassino; l'assassino poi l'attira in una trappola e viene salvata solo pochi secondi prima di morire da George e Nick. Ace, dopodiché, consegna l'assassino alla polizia, e Nancy decide di chiamare suo padre per la prima volta in due settimane, mentre il fantasma di Lucy la osserva.
- Guest star: Miles Gaston Villanueva (Owen), Anthony Natale (Capitano Thom), Teryl Rothery (Celia Hudson), Moya O'Connell
- Ascolti USA: telespettatori 660.000 - rating 18-49 anni 0.1%[12]

## The Phantom of Bonny Scot
- Diretto da: Ramsey Nickell
- Scritto da: Andrea Thornton Bolden e Katie Schwartz

### Trama
Nancy ed Everett fanno un accordo: se lei sabota gli sforzi di Owen per smascherare la sua famiglia, lui la aiuterà a far rilasciare suo padre dalla prigione. L'amica di George, Dawn, la informa che il Bayside Claw verrà messo al mercato, il che significa che George perderà l'unico posto che considera veramente casa a meno che non riesca a trovare velocemente dei soldi. Bess, intanto, decide di abbracciare la sua eredità britannica per il suo primo pranzo con Diana Marvin; impressionata, Diana le chiede di unirsi all'impero aziendale dei Marvin cenando con una potenziale nuova partner, Amaya Alston. Nel frattempo, Owen presenta Nancy a Bashiir, l'unico sopravvissuto della Bonny Scot. Bashiir rivela di essere perseguitato da un grande senso di colpa, ma che non vuole farsi avanti per paura della deportazione. Con l'aiuto di Owen, Nancy riesce ad incastrare Everett, che viene mandato in custodia. Inoltre, trova dei documenti nella villa della famiglia Hudson che suggeriscono che la madre di Lucy abbia qualcosa a che fare con la sua morte. Nick, nel frattempo, dice a George che userà alcuni dei suoi titoli per comprare il Claw. Intanto, Celia Hudson contatta qualcuno alla prigione, ordinandogli di uccidere Carson.
- Guest star: Martin Donovan (Everett Hudson), Katie Findlay (Lisbeth), Miles Gaston Villanueva (Owen), Isaiah Johnson (Bashiir), Teryl Rothery (Celia Hudson).
- Altri interpreti: Judith Maxie (Diana Marvin), P Lynn Johnson (Dawn), Chris Shields (Keenan).
- Ascolti USA: telespettatori 540.000 - rating 18-49 anni 0.1%[13]

## The Lady of Larkspur Lane
- Diretto da: Greg Beeman
- Scritto da: Erika Harrison

### Trama
Nancy, George e Nick vanno a Larkspur Lane, il manicomio locale in cui la madre di Lucy, Patricia, ha vissuto dalla sua morte. Li, scoprono una strana infestazione di muffa, sciami di insetti, e un uomo di nome Sal che sostiene che l'edificio è infestato dagli spiriti della famiglia che morì lì nel 1870. Nel frattempo, Carson viene quasi pugnalato in prigione prima che Ace riesca a falsificare una richiesta di trasferimento; il ragazzo porta Carson a casa sua e contatta Karen per chiedere aiuto quando arriva la polizia. Bess impressiona Amaya con le sue osservazioni intelligenti e il suo spirito. Senza prove che dimostrino che la vita di Carson è in pericolo, Bess fa un accordo con Ryan, offrendogli in cambio un favore dalla famiglia Marvin. Le prove di Ryan, insieme ad una chiamata di Amaya, sono sufficienti per far uscire Carson di prigione. Nancy trova Patricia, che mostra segni di demenza, e le dice di trovare il "libro dell'uomo magro". Sal la dirige alla Scatola dei Sussurri, dove sono costuditi i beni della famiglia, ma poi aziona l'allarme antincendio. Nancy rimane intrappolata nella Scatola dei Sussurri e cade in un sonno profondo, risvegliandosi in un modo di fantasia dove sua madre è viva.
- Guest star: Kenneth Mitchell (Josh Dodd), George Salazar (Sal), Pamela Roylance (Patricia Dodd), Tiana Okoye (Amaya Alston).
- Ascolti USA: telespettatori 630.000 - rating 18-49 anni 0.1%[14]

## The Whisper Box
- Diretto da: Larry Teng
- Scritto da: Noga Landau e Alex Taub

### Trama
Con l'aiuto di Sal, Nick e gli altri riescono ad entrare nell'ospedale e provano a comunicare con una Nancy priva di sensi. Capendo di essere intrappolata in una fantasia, Nancy recluta le versioni immaginarie dei suoi amici per trovare una via d'uscita. Da Ryan, ricevono un puzzle che porta ad un cimitero e ad una chiave misteriosa. Tuttavia, la chiave si scopre essere una pista falsa; Nancy realizza che l'unica via d'uscita è attraverso una lettera scritta dalla sua defunta madre. Pur essendo tentata di rimanere e compensare tutti i rimpianti della sua vita, Nancy decide di rinunciare e tornare al mondo reale. Il gruppo fugge, mentre l'ospedale brucia, e Nancy si riunisce con suo padre. Dopo aver trovato una chiave magnetica, Nancy visita la Società Storica locale e apprende che questa apre una cassetta di sicurezza collocata lì da Tiffany Hudson. Dentro trova una registrazione di un video fatto diversi mesi prima, dove Tiffany rivela che qualcuno la sta seguendo, prima che appaia un fantasma alle sue spalle. Nancy si rende conto che probabilmente Tiffany è stata uccisa per aver cercato di scoprire chi ha ucciso Lucy Sable.
- Guest star: Sara Canning (Katherine Drew), George Salazar (Sal).
- Ascolti USA: telespettatori 620.000 - rating 18-49 anni 0.1%[15]

## The Sign of the Uninvited Guest
- Diretto da: Amanda Row
- Scritto da: Katherine DiSavino

### Trama
Petrice irrompe nel Bayside Claw, e suo figlio Joshua, il fratello di Lucy, viene a recuperarla. Laura ritorna a riscuotere la sua eredità, e chiede ad Ace di trasferirsi con lei a Parigi. Nancy, intanto, va avanti con il suo piano per scoprire chi ha ucciso davvero Lucy facendo hackerare ad Ace il suo vecchio account email e si scoprono dei messaggi tra lei e Ryan che rivelano che avrebbero dovuto incontrarsi il giorno in cui Lucy morì. Bess si preoccupa che Amaya possa avere un interesse romantico per lei. Nancy porta il gruppo, Laura, Karen e Ryan al Bayside Claw, e fa ricreare gli eventi che hanno portato all'omicidio di Tiffany. La ricostruzione porta ad una svolta decisiva: un'insalata avvelenata che era stata preparata per Ryan, è stata invece servita a Tiffany. Nancy prende questo come prova che l'omicidio era per vendicarsi di Ryan che aveva precedentemente ucciso Lucy; dopo aver visto il fantasma di Lucy, Ryan fugge. Ace, nel frattempo, decide di rompere con Laura. Nancy va a visitare Joshua per controllare il vecchio computer di Lucy, ma capisce velocemente che è stato lui ad avvelenare l'insalata. Quando Joshua prova ad uccidere Nancy, accidentalmente si fulmina. Tuttavia, quando arriva la polizia, Joshua sparisce.
- Guest star: Kenneth Mitchell (Joshua Dodd), Stevie Lynn Jones (Laura Tandy), Pamela Roylance (Patrice Dodd).
- Ascolti USA: telespettatori 590.000 - rating 18-49 anni 0.1%[16]

## The Terror of Horseshoe Bay
- Diretto da: Katie Eastridge
- Scritto da: Jen Vestuto e Melissa Marlette

### Trama
Mentre la polizia si attrezza per trovare Joshua, Nancy scopre che ha un solo giorno rimanente prima dell'udienza preliminare di suo padre. Lei ed Owen parlano con il vecchio compagno di stanza di Ryan per delle informazioni su di lui e Lucy. Nick e Ace, nel frattempo, visitano il padre di Ace, che è tornato in attività per tornare in servizio, e scoprono che il veleno usato per uccidere Tiffany era stato rubato dalle prove della polizia. Nancy deduce correttamente che Joshua aveva un complice: Karen. Nonostante il suo arresto, Carson informa Nancy che ha bisogno di prove fisiche per ripulire il suo nome. Owen, George e Bess vanno alla Società Storica e conducono delle ricerche su Agleaca, uno spirito che apparentemente esaudisce il desiderio della persona di chi lo invoca, ma per un prezzo. Il gruppo esegue il rituale di evocazione e l'Agleaca esaudisce il desiderio di Nancy dandole le ossa di Lucy. In cambio, prova ad uccidere Owen, forzando George a rompere la ghirlanda dell'evocazione. Ace nasconde le ossa, Nick accetta l'offerta di George di passare la notte a casa sua ed Owen e Nancy vanno a letto insieme. Il giorno seguente, Nancy tossisce la ghirlanda dell'evocazione. Questo indica che l'Agleaca è scontento per il suo rifiuto di onorare l'accordo.
- Guest star: Kenneth Mitchell (Joshua Dodd), Miles Gaston Villanueva (Owen Marvin), Anthony Natale (il padre di Ace), David Paetkau (il vecchio compagno di stanza di Ryan).
- Ascolti USA: telespettatori 610.000 - rating 18-49 anni 0.1%[17]

## The Haunting of Nancy Drew
- Diretto da: Ruben Garcia
- Scritto da: Noga Landau e Katie Schwartz

### Trama
Nancy porta al Bayside Claw il suo amico scienziato forense per analizzare le ossa di Lucy, mentre lei continua la sua ricerca alle prove per ripulire il nome di Carson. Durante le prove, il detective Abe Tamura, il sostituto di Karen per la polizia, arriva con un mandato per indagare nel Bayside Claw. Nick e George riescono a nascondere le ossa in tempo. Nancy, intanto, decide di portare Ryan con sé per le sue ricerche e i due interrogano diversi testimoni, inclusi Everett e Karen, per provare a rimettere insieme le ore finali di Lucy. Dopodiché, visitano la sua casa d'infanzia e trovano il suo diario nascosto nelle mura. Quando Nancy deve testimoniare al processo di suo padre, rivela la verità: Lucy ha commesso suicidio, portata dalla disperazione, quando Everett l'aveva forzata a chiudere la sua relazione con Ryan. Carson viene scagionato da tutte le accuse. Mentre puliscono il locale, George e Nick finiscono per baciarsi. Bess, intanto, scopre che un osso è sparito, ignara che l'ha trovato il detective Tamura. Lo scienziato dà a Nancy una rivelazione che conferma poco dopo con suo padre: Lucy si era uccisa solo dopo aver dato a lui e a sua moglie il bambino che ha avuto con Ryan per crescerlo come il loro; Nancy è, dunque, la figlia biologica di Lucy e Ryan.
- Guest star: Adam Beach (sceriffo McGinnis), Martin Donovan (Everett Hudson), Sara Canning (Kate Drew), Ryan-James Hatanaka (Detective Abe Tamura).
- Altri interpreti: Graeme Duffy (John Sander), Lizzie Boys (Lucy da adolescente), Sofia Tesema (Karen da adolescente).
- Ascolti USA: telespettatori 670.000 - rating 18-49 anni 0.1%[18]

## The Girl in The Locket
- Diretto da: Larry Teng
- Scritto da: Melinda Hsu Taylor e Lisa Bao

### Trama
L'Agleaca continua ad infliggere terrificanti visioni sul gruppo, e Victoria li informa che devono eseguire un altro rituale per liberarsi dalla sua maledizione. L'unico problema è che per far sì che il rituale funzioni, Nancy deve offrire il suo sangue e quello di un familiare. Prova quindi ad ottenere l'aiuto di Ryan assistendolo nello sforzo di scoprire del suo bambino scomparso. Tuttavia, quando Ryan ammette di non voler aiutare Owen, Nancy lo riempie di insulti e lui se ne va senza di lei. Alla festa di compleanno di Diana Marvin, a Bess viene detto che dovrà estorcere informazioni da Lisbeth rigyardo il lavoro della polizia in cambio dell'approvazione della sua famiglia della loro relazione. Ryan intanto deduce la verità e si confronta con Nancy; lei confessa che non vuole che lui sia suo padre. Ryan tuttavia rispetta la sua parte dell'accordo e prende parte nel rituale. Sfortunatamente, le visioni peggiorano. Nancy suggerisce, con la conferma di Victoria, che l'Agleaca una volta era un umano che è stato ingiustamente ucciso, e adesso è arrabbiato e desidera sangue. Quando il gruppo realizza che Owen è sparito, trovano il suo cadavere insanguinato in una vasca da bagno.
- Guest star: Katie Findlay (Lisbeth), Liza Lapira (Victoria Fan), Miles Gaston Villanueva (Owen Marvin).
- Altri interpreti: Judith Maxie (Diana Marvin), Veena Sood (Dottoressa Sandoe), Parveen Dosanjh (Whitney Marvin), Paolo Maiolo (Isaac Marvin), Junnicia Lagoutin (Cassidy Marvin), Ariah Lee (Ted Fan), Zoriah Wong (Charlie Dan).
- Ascolti USA: telespettatori 550.000 - rating 18-49 anni 0.1%[19]

## The Clue in the Captain's Painting
- Diretto da: Ramsey Nickell
- Scritto da: Erika Harrison e Jessie Stern

### Trama
Nancy e la Drew Crew si lanciano nel risolvere l'omicidio di Owen, credendo che l'Agleaca presto verrà per loro. Quando una seduta spiritica destinata a chiamare lo spirito di Owen fallisce, Nancy e Ace visitano la Società Storica e scoprono che l'Agleaca attacca le sue vittime solo in gruppi, il che significa che Owen è stato ucciso da un essere umano vivente. Bess continua a lottare con il suo amore per Lisbeth e il suo desiderio di compiacere la sua famiglia spiando la sua ragazza. George scopre che non può essere in intimità con Nick e affronta Ryan, rendendo chiaro che lei lo incolpa per essersi approfittata di lei e aver distorto la sua idea di cosa sia l'amore. Lisbeth condivide con Nancy alcune prove che le permettono di dedurre che Joshua, suo zio biologico, è l'assassino di Owen. Visita sua nonna e scopre che Joshua si è nascosto nella casa di cura; prima che lui possa ucciderla, si rivela come sua nipote, facendolo scivolare e quasi cadere verso la morte prima che Ace lo tiri su. George finalmente decide che può permettersi di essere di nuovo intima. L'Agleaca invia a ciascuno del gruppo una visione di come moriranno: George e Nick annegano, Ace viene impalato su un gancio di carne, Bess brucia a morte, e Nancy muore nello stesso modo in cui sua madre è caduta dalla scogliera dove si è tolta la vita.
- Guest star: Kenneth Mitchell (Josh Dodd), Katie Findlay (Lisbeth), Pamela Roylance (Patrice Dodd), Carmen Moore (Hannah Gruen).
- Altri interpreti: Parveen Dosanjh (Whitney Marvin), Paolo Maiolo (Isaac Marvin), Judith Maxie (Diana Marvin), Junnicia Lagoutin (Cassidy Marvin), Jenaya Ross (Agleaca).
- Ascolti USA: telespettatori 490.000 - rating 18-49 anni 0.1%[20]